# Jack Mullin
John T. "Jack" Mullin (5 de octubre de 1913 - 24 de junio de 1999) militar estadounidense y un pionero en el campo de grabación de sonidos en cinta magnética, realizando contribuciones significativas en muchos otros campos relacionados. A partir de sus primeros días en la universidad de Santa Clara hasta su muerte, él mostró un aprecio profundo para la música clásica y una aptitud para la electrónica y la ingeniería. Cuando murió en 1999 debido a una insuficiencia cardíaca, lo enterraron con un rosario y un carrete de cinta magnética. La película con su documental hecha en 2006, Hombre del Sonido (Sound Man): WWII al MP3, fue hecho sobre su vida y contribuciones a la grabación de sonidos. Está enterrado en el Conejo Mountain Memorial Park en Camarillo, Condado de Ventura, California.

## Mullin trabajo con el Cuerpo de la Señales
Por 1943, los ingenieros alemanes habían desarrollado una forma de alta calidad de grabación de sonidos en cinta magnética, que era desconocida en otras partes. Las redes de radio nazis la utilizaron para difundir música y propaganda las veinticuatro horas del día.
Desde la supervisión de emisiones de radio nazis los aliados sabían que los estudios de radio alemanes tenían una nueva clase de registrador que podría reproducir el sonido de alta fidelidad en segmentos de longitud insólita, con duración de hasta 15 minutos. Pero por varios años, ellos no sabían cuáles eran estas máquinas o como trabajaban, y no fue hasta que Alemania cayó por los aliados durante 1944-45 que los estadounidenses descubrieron los nuevos registradores de cinta magnética. Era Jack Mullin quien vio potencial a futuro de la nueva tecnología y quien la adoptó inmediatamente después de la guerra.
Mullin sirvió en el cuerpo de la señal del ejército estadounidense Durante la Segunda Guerra Mundial. Lo colocaron en París en los últimos meses de la guerra, donde su unidad fue asignada para descubrir lo que pudieran sobre radio alemana y electrónica. Encontraron y recogieron centenares de dictáfonos de baja calidad de campo magnético, pero el descubrimiento principal vino cuando Mullin visitó Alemania momentos antes del final de la guerra. Le enviaron para examinar un sitio cerca de [Francfurt], en donde los alemanes tenían la reputación de haber experimentado al redirigir transmisiones de ondas de radio con gran potencia como medio para inhabilitar los sistemas de ignición de vuelo de los aviones. 
En su camino a casa, Mullin hizo una escala cuando tuvo oportunidad en una estación de radio alemana en Bad Nauheim, la cual estaba ya en manos estadounidenses. Ahí le dieron dos maletas clasificadas como Magnetófono AEG (AEG Magnetophon) grabadoras de alta fidelidad y cincuenta carretes de cinta de grabación de Farben. Mullin los embarcó a casa y durante los próximos dos años, él trabajó en las máquinas constantemente, modificándolas y mejorando su funcionamiento. Su esperanza principal era interesar los estudios de película en Hollywood al usar la cinta magnética para la grabación de sonido de película.

## Demostración en Estados Unidos
Mullin dio dos demostraciones públicas de sus máquinas en Hollywood en 1947, en las cuales él primero presentó música en vivo ejecutada detrás de una cortina, seguido de la reproducción grabada de la misma ejecución. La grabadora de Mullen causó tal sensación entre los profesionales de audio estadounidenses y muchos oyentes que no podían detectar la diferencia entre la ejecución grabada y la ejecución en vivo. Por suerte, la segunda demostración de Mullin fue en los estudios de MGM en Hollywood y en la audiencia se encontraba Murdo McKenzie director técnico de Bing Crosby. Mackenzie arregló para que Mullin conociera a Crosby, y en junio de 1947 a Crosby se le había dado una demostración de la grabadora de cinta magnética de Mullin.
Crosby fue impresionado por la asombrosa calidad de sonido y vio inmediatamente el enorme potencial comercial de las nuevas máquinas. Hasta ese tiempo, la programación pregrabada tal como series y de drama eran producidos en disco, pero la música en directo era el estándar para la radio estadounidense en ese entonces y las cadenas de radio restringieron estrictamente el uso de la música en disco debido a la calidad de sonido comparativamente pobre.
Crosby, quién era discutible la estrella más grande en radio en ese entonces, era muy receptivo a la idea de pregrabar sus programas de radio. Le desagradaba la reglamentación de difusiones vivas, y prefirió mucho la atmósfera relajada del estudio de grabación. Él había pedido ya que la cadena de la NBC para dejarlo grabar sus series de 1944-45 de los Discos de transcripción, pero la cadena se rehusó, así que Crosby se retiró de la radio en vivo por un año y volvió solamente para la temporada 1946-47 a regañadientes. 
Crosby se dio cuenta de que la tecnología de grabación Mullin, le permitiría pregrabar a su programa radiofónico con una calidad de sonido equivalía a las difusiones en vivo, que las cintas se podrían editar en forma precisa y ser reproducidas muchas veces sin la pérdida apreciable de calidad. A Mullin se le pidió grabar un programa como prueba; Fue un éxito completo y Mullin fue contratado inmediatamente como ingeniero principal para pregrabar el resto de las series. 
Crosby se convirtió en la primera estrella principal de la música para grabaciones comerciales en cinta, y la primera para utilizar la cinta para pregrabar emisiones de radio. Los programas fueron corregidos cuidadosamente para darles un paso y fluidez que era generalmente sin precedente en radio. Mullin alegó que él fue el pionero en el uso de la "risa enlatada" (canned laughter); -- por la insistencia de Bill Morrow, escritor de Crosby, él insertó un segmento de risa escandalosa de un programa anterior para seguir una broma en un programa posterior que no había funcionado bien. 
Interesado para hacer uso de las nuevas grabadoras cuanto antes, Crosby invirtió $50.000 en una firma local de la electrónica, y su preocupación pronto se convirtió en ser el líder de mundial en el desarrollo de la grabación. Ampex revolucionó la industria de la radio y de la grabación con su famoso modelo 200, desarrollado directamente de las modificaciones de Mullin del Magnetófono. Crosby dio uno de los primeros modelos de la producción al músico Les Paul, quien introdujo directamente a Paul en la invención de la grabación multipista (Multitrack Recording).
Trabajando con Mullin, Ampex rápidamente desarrollo las grabadoras de dos pistas en estéreo y luego la de tres pistas. Estimulado Crosby al trasladarse a la TV en los comienzos de los años 50, Mullin y Ampex desarrollaron el funcionamiento de un registrador de videocinta monocromático por 1950 y una grabadora de video de color por 1954, ambos creados para grabar Crosby en sus programas de TV.
A través del resto de su vida, Mullin continuó siguiendo nuevas ideas. Él también guardó una colección impresionante de hardware en los inicios de la grabación, que ahora está en el museo de la Radiodifusión de Pavek.